# Dumas (Mississippi)
Dumas is een plaats (town) in de Amerikaanse staat Mississippi, en valt bestuurlijk gezien onder Tippah County.

## Demografie
Bij de volkstelling in 2000 werd het aantal inwoners vastgesteld op 452.
In 2006 is het aantal inwoners door het United States Census Bureau geschat op 459, een stijging van 7 (1,5%).

## Geografie
Volgens het United States Census Bureau beslaat de plaats een oppervlakte van
10,1 km², geheel bestaande uit land. Dumas ligt op ongeveer 199 m boven zeeniveau.

## Plaatsen in de nabije omgeving
De onderstaande figuur toont nabijgelegen plaatsen in een straal van 24 km rond Dumas.